# Polyporus grammocephalus
Polyporus grammocephalus är en svampart som beskrevs av Berk. 1842. Polyporus grammocephalus ingår i släktet Polyporus och familjen Polyporaceae.   Inga underarter finns listade i Catalogue of Life.